# Führerhauptquartier Adlerhorst
Adlerhorst (Orle Gniazdo) – kwatera główna Hitlera (niem. Führerhauptquartier – FHQ) znajdująca się w górach Taunus w Niemczech. Wykorzystana w roku 1944 w czasie niemieckiej ofensywy w Ardenach.

## Historia
Budowę twierdzy Adlerhorst rozpoczęto w ścisłej tajemnicy we wrześniu 1939 roku. Na miejsce głównego punktu dowodzenia wybrano niezabudowane wówczas pagórkowate tereny leśne (po wojnie w tym miejscu powstała miejscowość Wiesental, od 1971 dzielnica Butzbach) oraz jako zaplecze militarne i wojskowe miejscowość Ziegenberg (od 1971 dzielnica Ober-Mörlen – Langenheim-Ziegenberg) oraz zamek w Kransbergu (od 1971 dzielnica Usingen).
Kwatera przeznaczona była jako ewentualny punkt dowodzenia w czasie walk na froncie zachodnim, jednak po klęsce Francji 22 czerwca 1940 roku straciła na znaczeniu militarnym i jeszcze w trakcie budowy została zamieniona na miejsce rekonwalescencji dla rannych żołnierzy i oficerów Wehrmachtu. Prace budowlane zakończono pod koniec listopada 1940 roku.
Albert Speer napisał w swoich wspomnieniach: „Kiedy budowa, która pochłonęła miliony, była już gotowa (...) Hitler oświadczył nagle, że kwatera główna jest dla niego zbyt luksusowa; podczas wojny musi prowadzić skromy tryb życia, dlatego chce, aby w górach Eifel zbudowano mu dom, odpowiadający okresowi wojennemu”.

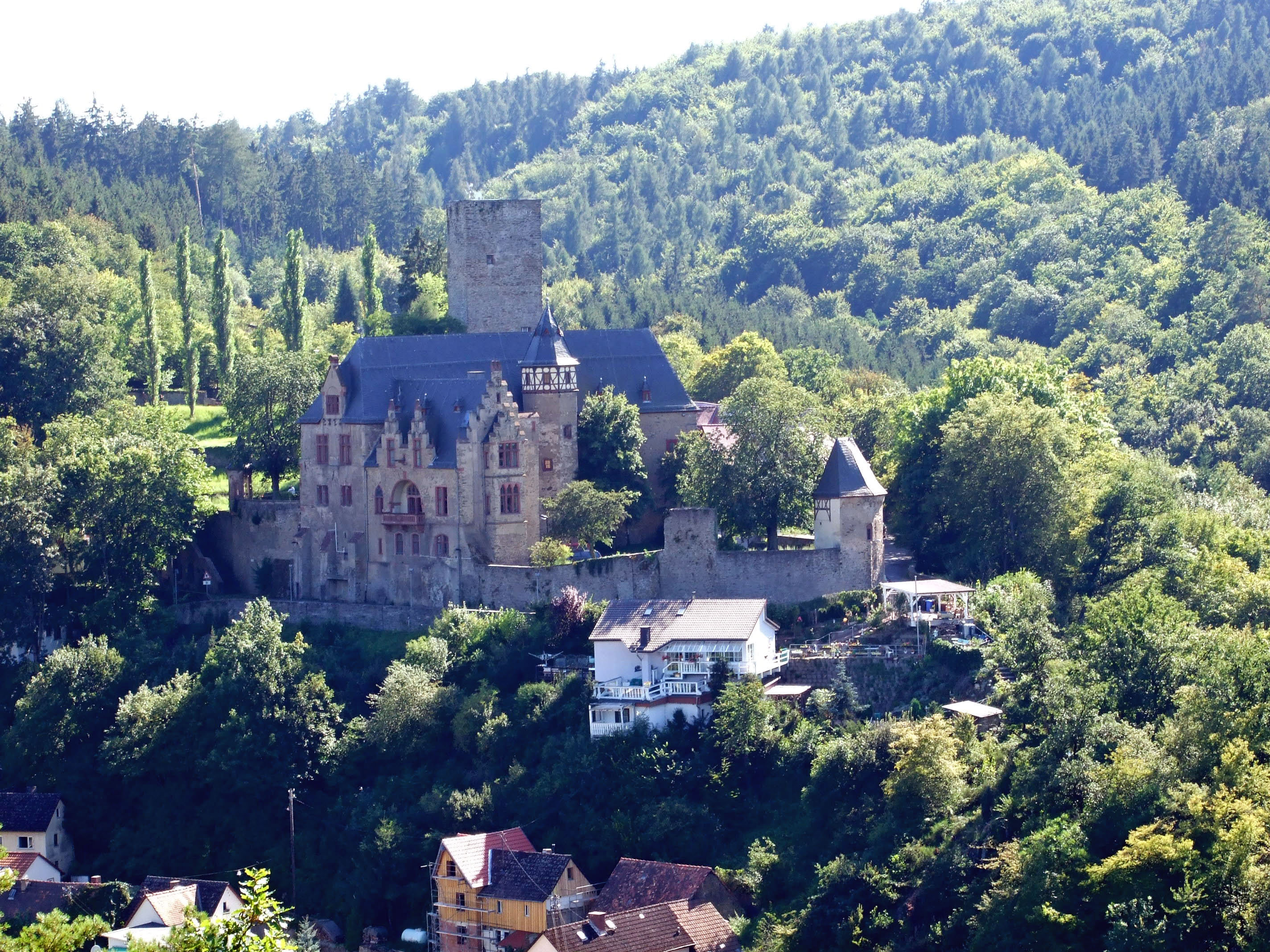
Zamek w Kransbergu

Od sierpnia 1940 roku w barakach, które służyły budowlańcom zakwaterowano jeńców wojennych oraz więźniów z obozu koncentracyjnego Buchenwald. Dopiero 14 października 1944 roku, kiedy ofensywa wojsk alianckich zbliżała się do granic Rzeszy wrócono do pierwotnego przeznaczenia kompleksu i usytuowano tu Naczelne Dowództwo Sił Zbrojnych Zachód. Sam Hitler przebywał w kwaterze Adlerhorst od 10 grudnia 1944 do 16 stycznia 1945 roku, po czym przeniósł się do Berlina, gdzie pozostał aż do śmierci.
W połowie marca 1945 roku cały sztab ewakuowano, a kilka dni później 19 marca nalot brytyjskich bombowców nurkujących zniszczył większą część kompleksu znajdującego się w Ziegenbergu łącznie z pałacem. Bunkry ukrytego w lesie punktu dowodzenia nie zostały rozpoznane przez aliantów i w stanie nienaruszonym zostały zajęte bez walki 30 marca 1945.

### Po wojnie
Wojska amerykańskie wysadziły większość bunkrów i umocnień wchodzących w skład Adlerhorst. Ruiny bunkrów posłużyły jako budulec dla nowo utworzonej miejscowości Wiesental zamieszkałej głównie przez przesiedleńców ze wschodnich terenów Rzeszy.
W Ziegenbergu ze względu na małą odległość od cywilnych zabudowań odstąpiono od wysadzania bunkrów. Bunkry przy pałacu wciąż są wykorzystywane jako magazyny Bundeswehry. Pałac w Ziegenbergu został odbudowany w 1987 roku i obecnie znajdują się tam mieszkania prywatne.
Zamek w Kransbergu tuż po zakończeniu wojny służył jako więzienie dla wysokiej rangi funkcjonariuszy SS. Osadzony był tam również sam architekt twierdzy Adlerhorst Albert Speer, który tu był przesłuchiwany na potrzeby procesu norymberskiego oraz Jürgen Stroop, likwidator getta warszawskiego. W 1956 w zamku mieściły się biura niemieckiej Federalnej Służby Wywiadowczej, później także niemieckiego lotnictwa i armii amerykańskiej. W bunkrach pod zamkiem utworzono amerykańskie stanowisko dowodzenia w razie ewentualnego ataku krajów bloku wschodniego. Pod koniec lat 70. kompleks zamkowy został odsprzedany fundacji rodziny Scheidlein. Po odrestaurowaniu w latach 1992/93 służył jako centrum hotelowo-kongresowe.

## Lokalizacja
Cały kompleks mieścił się w trzech głównych lokalizacjach: bunkry dowodzenia ukryte w lesie na północny zachód od Ziegenbergu, pałac i bunkry w Ziegenbergu, zamek i bunkier w Kransbergu oraz rozrzucone wokół tego terenu, niepołączone ze sobą, bunkry ochrony przeciwlotniczej.

### Wiesental
Punkt dowodzenia (Befehlszentrale) składał się z siedmiu dwukondygnacyjnych bunkrów wybudowanych w niezabudowanym dotychczas terenie. Betonowe konstrukcje wybudowane z użyciem najnowszych technologii (m.in. z zastosowaniem betoniarek i pomp do betonu oraz młotów pneumatycznych) starannie zamaskowano oklejając je drewnem lub kamiennymi elewacjami przypominającymi zwykłe wiejskie domy. Bunkry nie były ze sobą połączone tunelami. Droga prowadząca do kompleksu na całej długości została przykryta siatką maskującą. Całość otoczona była płotem z drutu kolczastego o wysokości ok. 2,5 m i długości ok. 3 km.

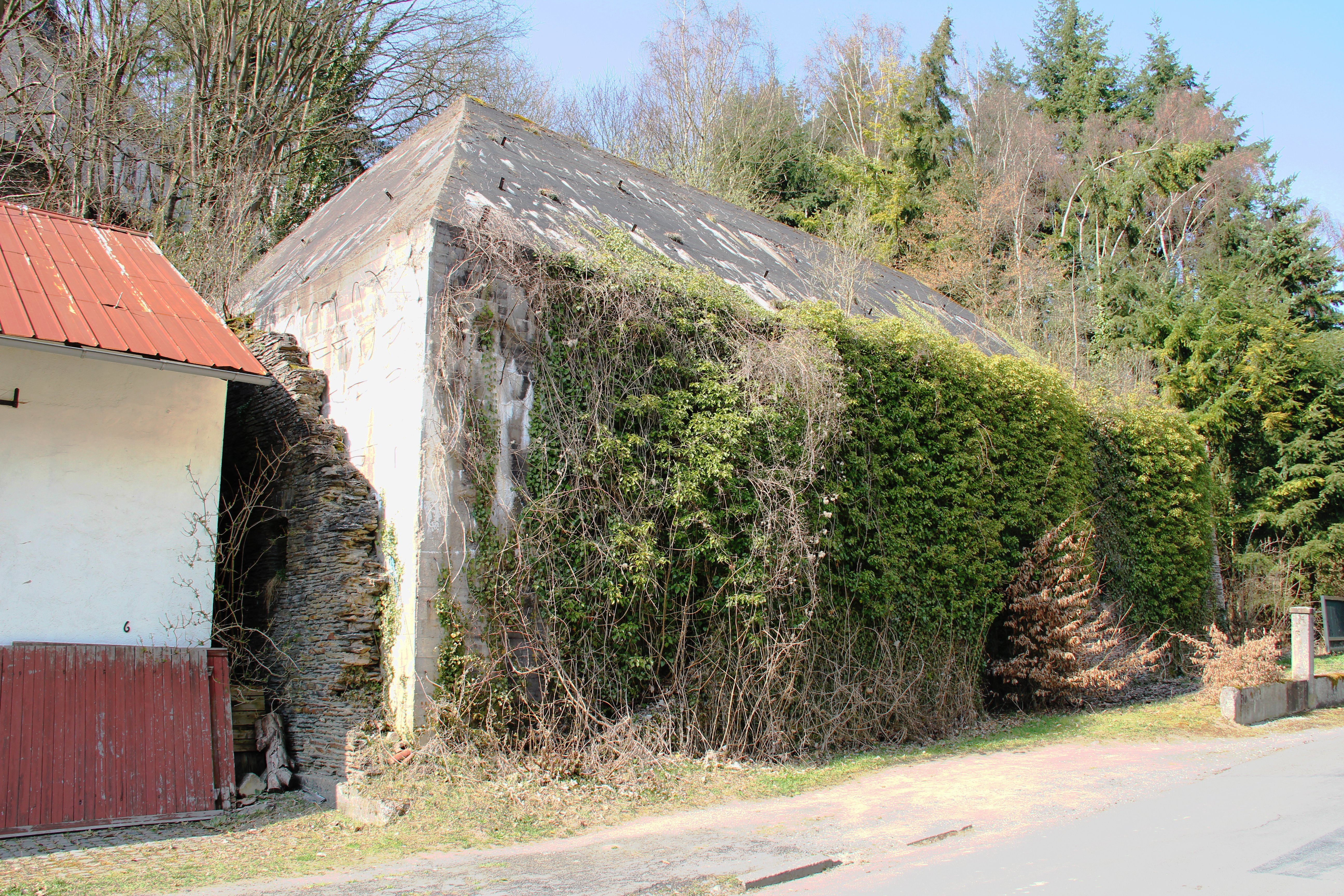
ocalały schron przeciwlotniczy w Ziegenbergu. Na bocznej ścianie wciąż widoczny jest kamuflaż w formie elewacji z łupków.

### Ziegenberg
W Ziegenbergu dla potrzeb kwatery zaadaptowano XVIII-wieczny pałac, który połączony został długim na 460 m betonowym tunelem z dwukondygnacyjnym bunkrem (Haus 7). Bunkry w Ziegenbergu, podobnie jak bunkry punktu dowodzenia, obłożono maskującą elewacją. W pobliżu pałacu znajdował się również punkt ewakuacyjny, trzykondygnacyjny schron przeciwlotniczy, który służył jako schronienie zarówno żołnierzom, jak i cywilom, garaż dla pojazdów ze stacją paliw, baraki mieszkalne i bunkry ochrony przeciwlotniczej.

### Kransberg
Zamek w Kransbergu III Rzesza nabyła na potrzeby kwatery głównej zmuszając do sprzedaży dotychczasową właścicielkę Emmę von Scheidlein. W ciągu niespełna dwóch lat przystosowano wnętrza zamku na potrzeby ewentualnego pobytu kanclerza Rzeszy. Do zamku dobudowano dodatkowe skrzydło (salę rycerską) oraz garaże. Pod zamkiem wybudowano betonowy bunkier ze ścianami o grubości do 2 metrów oraz 100-metrowy korytarz ze specjalnymi śluzami uniemożliwiającymi atak za pomocą gazów bojowych. tunel miał dwa wejścia – jedno w samym zamku, a drugie poza nim w pobliżu kaplicy.

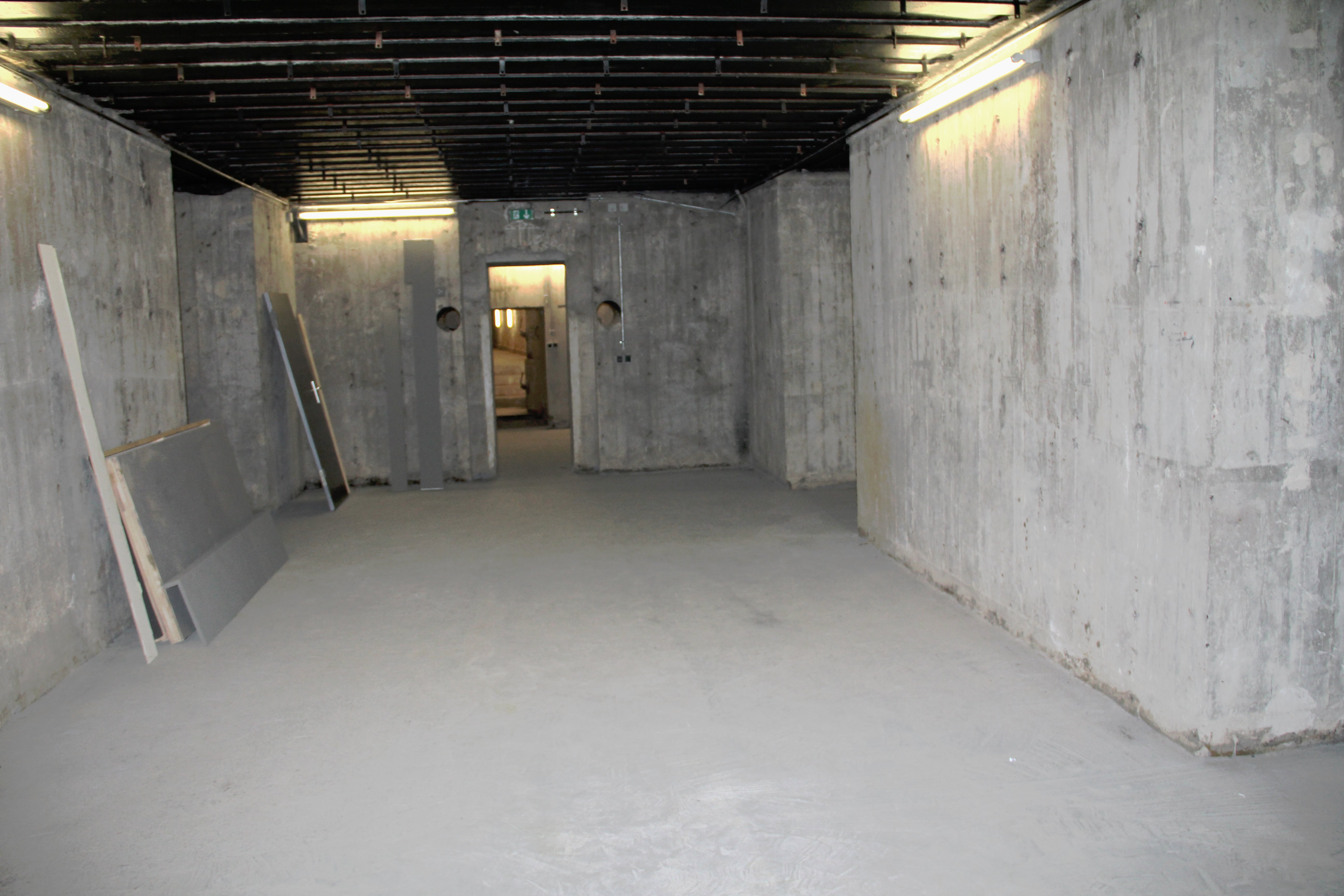
Wnętrze bunkra pod zamkiem w Kransbergu. Na drugim planie dwuskrzydłowe drzwi i korytarz prowadzący do zamku (stan na rok 2011)

Dla mieszkańców Kransberga przygotowano schron przeciwlotniczy mogący pomieścić 480 osób. Jednak nie prowadzono tu żadnych nalotów, gdyż do marca 1945 roku Amerykanie nie wiedzieli o tej lokalizacji.
Podczas ofensywy w Ardenach w zamku przebywali Hermann Göring oraz Heinrich Himmler. Sam Hitler nigdy na zamku w Kransbergu nie był.

### Ober-Mörlen
Lokalizacja w OM.

### Pozostałe lokalizacje
Do obsługi FHQ przeznaczone zostały dwa lotniska, w Merzhausen (po 1971 dzielnica Usingen) i w Kirch-Göns (po 1971 dzielnica Butzbach). W czerwcu 1940 roku na lotnisko Merzhausen wysłano kompanie do obsługi FHQ, którą jednak zwolniono w listopadzie tegoż roku. 24 grudnia 1944 r. lotnisko zostało zbombardowane i zniszczone. Dzisiaj jest tam stacja nadawczo-odbiorcza.
Tunel kolejowy znajdujący się na linii kolejowej między Hasselborn (po 1971 dzielnica Waldsolms) a Grävenwiesbach, oddalony o ok. 18 km. od Ziegenbergu miał służyć jako miejsce postoju specjalnego pociągu (Führersonderzug), którym podróżował Hitler. Wokół tunelu wybudowano baraki dla personelu pociągu, położono kable łączące tunel z lotniskiem w Merzhausen i agencją lotniczą (LV 330) Usingen oraz wyznaczono prowizoryczny pas startowy dla małego samolotu rozpoznawczo-łącznikowego typu STOL. Jednakże w 1941 roku przywrócono normalny ruch kolejowy w tunelu, a baraki opuszczono. Podczas pobytu Führera w FHQ pociąg specjalny „Brandenburg” został ukryty w tunelu Weilmünster oddalonym o ok. 25 km. od Ziegenbergu.
Wokół całego kompleksu rozstawione były stanowiska obrony przeciwlotniczej. Były to najczęściej bunkry oraz okopy wyposażone głównie w działka kalibru 10,5 cm oraz 2 cm FlaK 30, które zostały wymienione w listopadzie 1940 roku na skuteczniejsze FlaK 38. W roku 1944 odpowiedzialność ostrzegania przed nalotami przejęła „Flugmeldezentrale” „Rabe West” w Usingen, która dysponowała w oddalonym o 15 km Rockenbergu stanowiskiem radiolokacji z urządzeniami Freya oraz radarami Würzburg.
Bunkry przeciwlotnicze położone na północ i na wschód od Langenheim od 1940 roku stały puste, a w 1943 roku sprzedano je gminie za 15 Marek za sztukę. Bunkry te następnie wydzierżawiono prywatnym osobom jako magazyny.
Prawdopodobnie główny kordon przeciwlotniczy wokół kwatery znajdował się na okręgu oddalonym o ok. 3 km.

## Kryptonimy
Kryptonim „Adlerhorst” pojawił się w dokumentach dopiero 29 czerwca 1940 roku. Wcześniej używane były różne inne oznaczenia.
Na planach budowlanych używano nazw „Lager T” (T prawdopodobnie było skrótem od Taunus), „Bauvorhaben Z” (Ziegenberg), „Bauvorhaben Hilbertsborn” (Wiesental), „Bauvorhaben C” lub „Bauvorhaben K” (Kransberg), „Bauvorhaben OM” (Ober-Mörlen).
Adres pocztowy do dostarczania korespondencji brzmiał „Amt 600” oraz „Amt 500”.
Stosowano również kryptonimy: „Anlage A”, „Amt Wiesental”, „Plato 1”, „Gudrun”, „FHQ West”.